# Distrikt San Juan de Bigote
Der Distrikt San Juan de Bigote liegt in der Provinz Morropón der Region Piura in Nordwest-Peru. Der Distrikt wurde am 29. Dezember 1986 gegründet. Er hat eine Fläche von 245,21 km². Beim Zensus 2017 lebten 6433 Einwohner im Distrikt. Im Jahr 1993 betrug die Einwohnerzahl 7574, im Jahr 2007 6965. Verwaltungssitz ist die 174 m hoch gelegene Kleinstadt Bigote mit 2205 Einwohnern (Stand 2017). Bigote liegt knapp 50 km südöstlich der Provinzhauptstadt Chulucanas. Neben Bigote gibt es noch als größeren Ort im Distrikt La Pareja mit 1382 Einwohnern.

## Geographische Lage
Der Distrikt San Juan de Bigote liegt im Osten der Provinz Morropón. Er befindet sich in den westlichen Ausläufern der peruanischen Westkordillere, die im Norden und Süden des Distrikts Höhen von 1300 bzw. 1000 m erreichen. Der Fluss Río Bigote, ein rechter Nebenfluss des Río Piura, durchfließt den Distrikt in westlicher Richtung. Der Distrikt hat eine Längsausdehnung in NW-SO-Richtung von etwa 21 km sowie eine maximale Breite von etwa 15 km.
Der Distrikt San Juan de Bigote grenzt im Westen an den Distrikt Salitral, im Nordwesten an den Distrikt Buenos Aires, im Norden an den Distrikt Yamango, im Nordosten an den Distrikt Lalaquiz (Provinz Huancabamba) sowie im Osten und Süden an den Distrikt Canchaque (ebenfalls in der Provinz Huancabamba).